# Nhạc Kỳ
Nhạc Kỳ là một xã thuộc huyện Văn Lãng, tỉnh Lạng Sơn, Việt Nam.
Xã Nhạc Kỳ có diện tích 15,4 km², dân số năm 1999 là 1.635 người, mật độ dân số đạt 106 người/km².
Theo thống kê năm 2019, xã Nhạc Kỳ có diện tích 15,4 km², dân số là 1.289 người, mật độ dân số đạt 84 người/km².